# 가시마다이정
가시마다이정(鹿島台町)은 일본 미야기현 시다군에 있었던 정이다. 가시마다이정은 1889년 4월 1일 6개의 촌을 합병하여 성립하였다. 2006년 3월 31일 후루카와시, 산본기정, 마쓰야마정, 다지리정, 가시마다이정,, 이와데야마정, 나루코정이 합병해 오사키시가 되어 소멸하였다. 

## 지리
미야기현 중부에 위치해, 마을의 동쪽으로 나루세강, 남쪽으로 요시다강이 흐른다.북부는 구릉지, 남부는 평지로 이루어져 있다. 특히 마을의 남부는, 구 시나이늪을 간척한 저지대이다. 

## 역사
- 1889년 4월 1일 - 정촌제 시행과 함께 시다군 가시마다이촌이 성립하였다.
- 1951년 7월 7일 - 정으로 승격하였다.
- 1986년 8월 - 태풍으로 요시다 강의 제방이 4곳에서 파제되고 마을 중심부를 포함한 광범위가 홍수로 인한 수해(8.5수해)를 입었다.
- 2006년 3월 31일 - 후루카와시, 산본기정, 마쓰야마정, 다지리정과 합병해 오사키시가 탄생하였다.

## 행정
- 초대 = 키쿠치 요이츠 (1951년 7월 1일 ~ 1975년 4월 29일)
- 2대 = 카노 후미나가 (1975년 4월 30일 ~ 2006년 3월 30일)

## 교통

### 철도
- 도호쿠 본선

### 도로
- 국도 346호선